# Hubert Raudaschl
Hubert Raudaschl, född den 26 augusti 1942 i Sankt Gilgen, är en österrikisk seglare.
Han tog OS-silver i starbåt  samband med de olympiska seglingstävlingarna 1980 i Moskva.